# Cebrenninus rugosus
Cebrenninus rugosus là một loài nhện trong họ Thomisidae.
Loài này thuộc chi Cebrenninus. Cebrenninus rugosus được Eugène Simon miêu tả năm 1887.